# Jeremias Majer
Jeremias Majer (* 18. Januar 1735 in Tübingen; † 19. Januar 1789 in Kew; schrieb sich in England Jeremiah Meyer, nach seinem Tod haben sich die Bezeichnungen Mayer, Myers oder Miers eingeschlichen, im Tübinger Taufregister ist er mit Majer eingetragen) war ein englischer Maler deutscher Herkunft. Im Alter von 15 Jahren reiste er mit seinem Vater Wolfgang Dietrich Majer nach London, wo er blieb und die meiste Zeit lebte. Er war ein berühmter Miniatur- und Email-Maler.

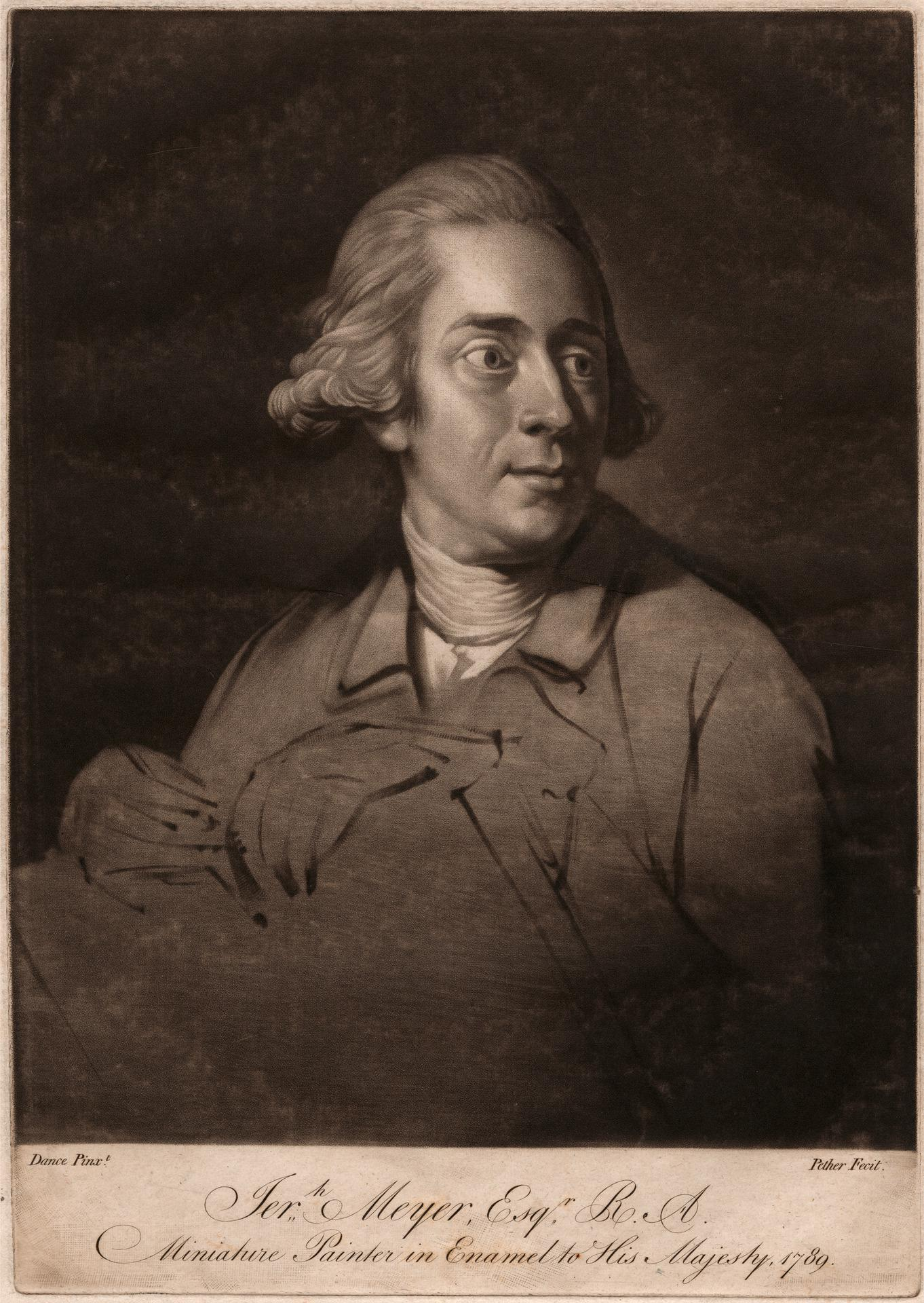
William Pether: Jeremiah Meyer (1789)

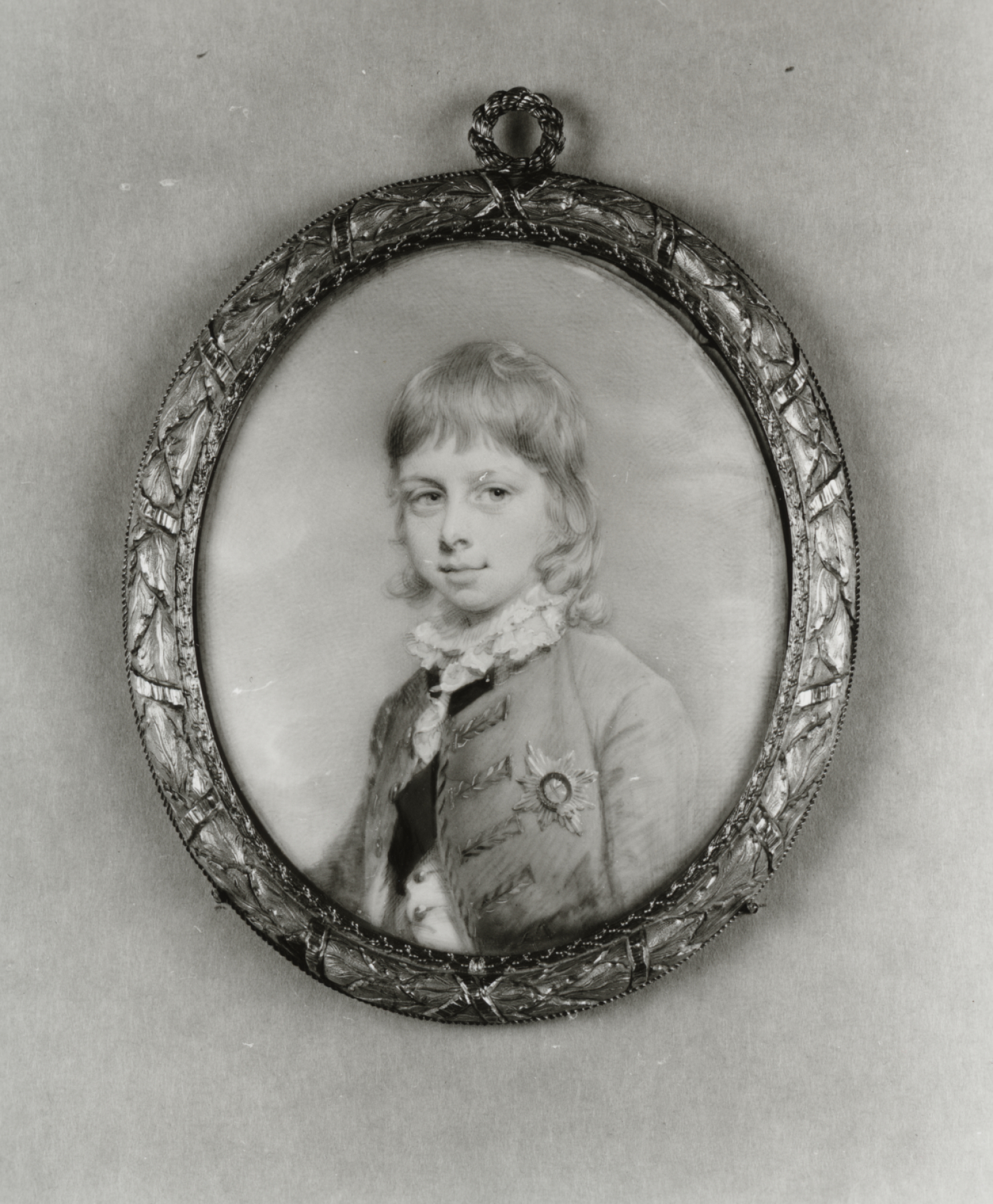
Jeremiah Meyer: George, Prince of Wales (Elfenbeinminiatur im goldenen Rahmen, um 1773)

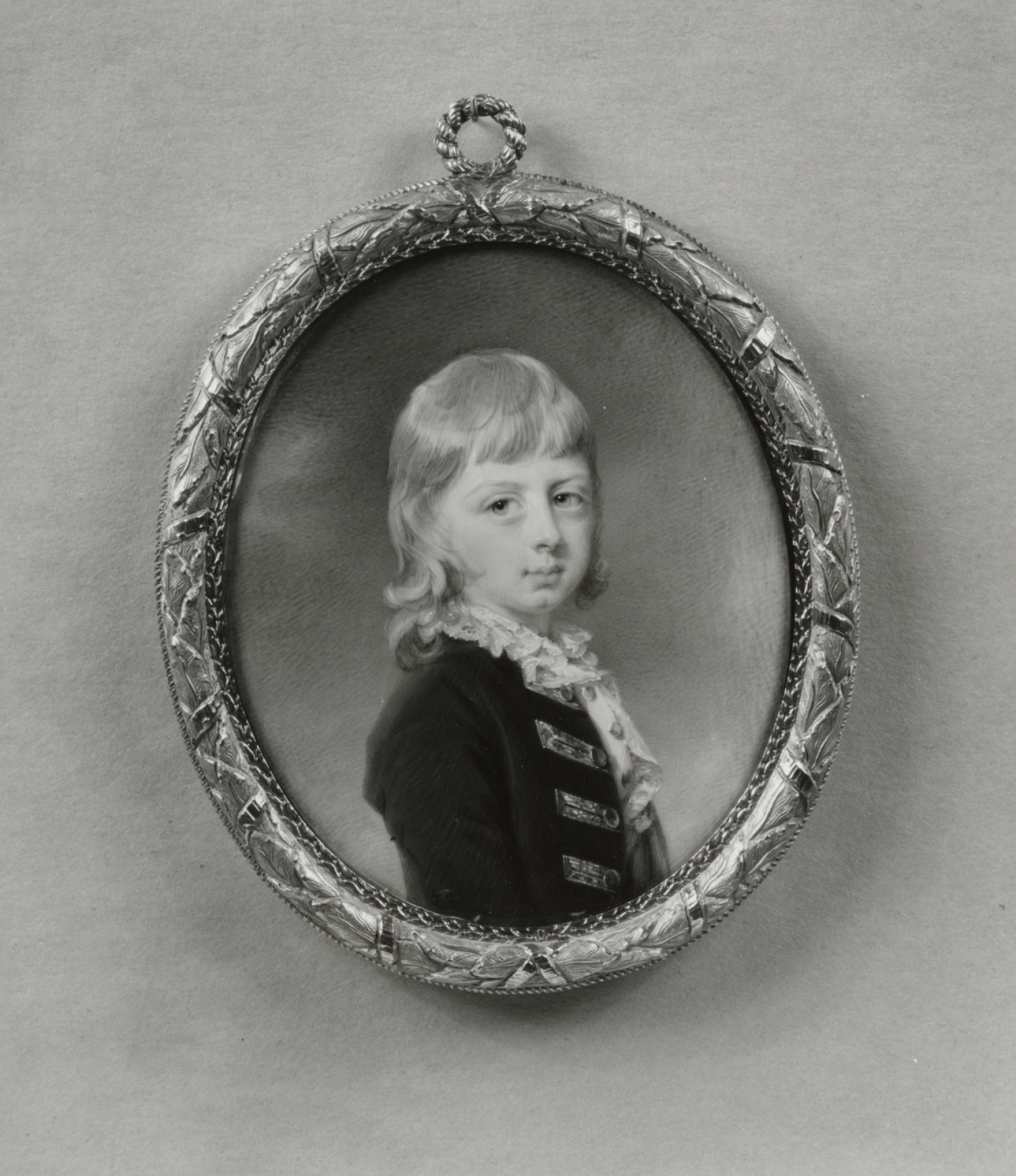
Friedrich August, Bischof von Osnabrück (Elfenbeinminiatur im vergoldeten Rahmen, um 1773)

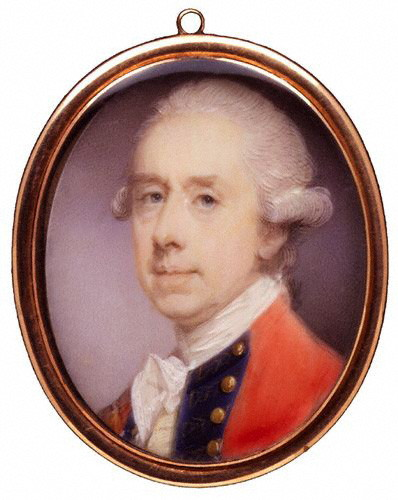
General Thomas Gage (Elfenbeinminiatur, um 1775)

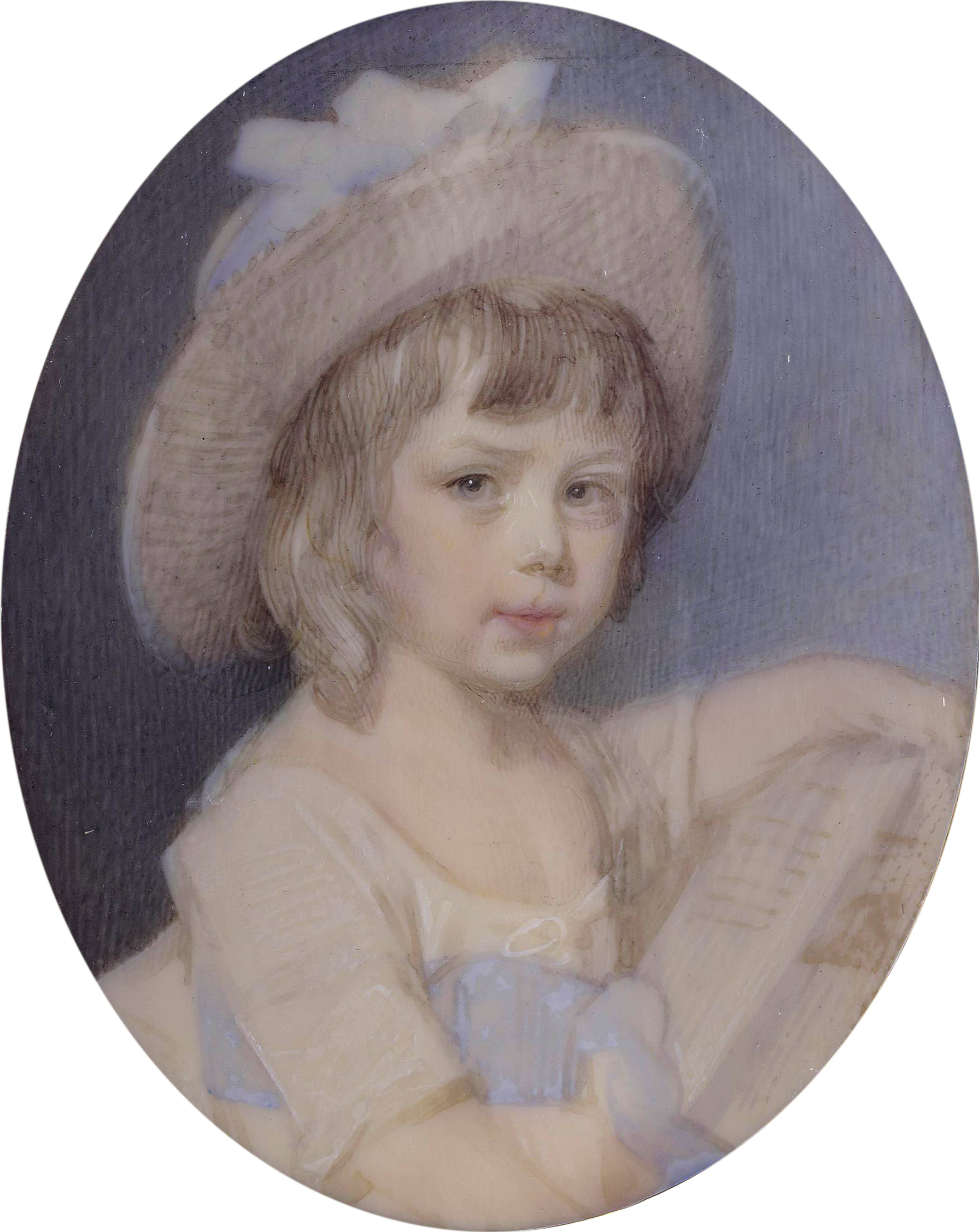
Thomas Alphonso Hayley (1780–1800) (Elfenbeinminiatur, um 1783)

## Leben

### Kindheit
Majer war das vierte von fünf Kindern des Tübinger Malers Wolfgang Dietrich Majer und seiner ersten Frau Anna Barbara geb. Sturmin, die Tochter des Weitberühmbten Chirurgus Georg Wilhelm Sturm, der in der Altenhoferstraße 3 in Bodelshausen bei Tübingen wohnte. Jeremias war das einzige dieser Kinder, das die Kindheit überlebte. Seine Mutter starb, als er erst zwei Jahre alt war. Seit der Erkrankung der Mutter in den letzten Tagen des Dezembers 1736 wuchs er zwei Jahre unter der Obhut der Tante Anna Katharina Majer auf, die die Haushaltsführung bis zu ihrer Verheiratung übernahm. Später, als die Pflegedienste der Tante durch die Heirat mit dem Präzeptor Johann Friedrich Schwalb und den damit verbundenen Umzug nach Albstadt endeten und sein Vater bereits viel am herzoglichen Hof in Stuttgart arbeitete war dieser gezwungen, den kleinen Jeremias in Obhut anderer Verwandten, so auch ins mütterliche Elternhaus nach Bodelshausen zu bringen.
Aus dem Wunsch, dem damals sechsjährigen Sohn Jeremias eine bessere Erziehung angedeihen zu lassen, gab ihn der Vater im Januar 1741 in die Obhut seines Schwagers Schwalb, der ein Beamter – damals in Rosenfeld und seit 1743 in Ebingen – war. Jeremias musste zunächst von der Tante vom Ungeziefer, das ihn plagte, gereinigt werden. Das ist ein Hinweis dafür, in welchen Verhältnissen er die ersten Jahre seines Lebens verbrachte. Im Haushalt der Familie Schwalb erfuhr Jeremias Majer viel Kunst und Bildung, denn der Präzeptor Schwalb war für die Vermittlung der Schreibkunst weit bekannt und spielte angeblich die Violine wie ein echter Meister. Seine Tante Anna Katharina, die offensichtlich selber malte unterstützte den jungen Jeremias bei seinen ersten Versuchen in der Radierkunst. Den zivilisierten Sohn holte der Vater am 25. Juli 1744 ab und er bat die Familie Schwalb um das Radierwerkzeug: „Den Reißzeig bitte mir auch auß weilen der Mahler brauchen kann“. Sowohl die Schwalbs wie auch die Majers waren verschuldet, wodurch Jeremias Aufenthalt bei seinem Onkel Anlass zu Streitigkeiten gab, da der Vater das vereinbarte jährliche Pflegegeld in Höhe von 35 fl. nicht vollständig bezahlte.

### Jugend
Die folgenden Jahre verbrachte Jeremias Majer in Tübingen. Er besuchte als „wohlanständiger Lateindisziplinus“ die Schule und lernte bei seinem Vater das Malen. Wolfgang Dietrich Majer erhielt 1745 vom Herzog Carl Eugen den Auftrag, ein Jahr lang nach Bayreuth zu gehen, um die Herzogin Braut mehrfach zu porträtieren. Für seine geleisteten Arbeiten stellte Majer 500 fl in Rechnung, wovon er im Mai 1746 eine „halbe Behausung“ in der Münzgasse kaufte (heute Münzgasse 6). Da jedoch für die Entlohnung der Herzog Carl Eugen zuständig war und dieser für seine schlechte Zahlungsmoral bekannt war, verzögerte sich die Bezahlung um vier Jahre. Somit reichten Majers Ersparnisse nicht mal für ein Viertel des Kaufpreises. Als 1748 Jeremias Majers „vielgelibtester Ehni (Großvater)“ Georg Wilhelm Sturm in Bodelshausen gestorben ist, erbte dessen Enkel 754 Gulden, womit die restlichen Schulden von 150 fl für den Hauskauf finanziert wurden. Das Erbe des Großvaters und sämtliche Einforderungen von Geldbeträgen für längst geleistete Arbeiten am Württemberger Hof, ermöglichte Wolfgang Dietrich Majer der Misere des Lebens in Tübingen zu entkommen und den Plan nach London zu reisen zu verwirklichen. Zu dieser Reise nahm er den 15-jährigen Jeremias, der schon gute Fortschritte im Malen gemacht hatte, mit. Sie verließen am 20. Oktober 1750 Tübingen.
In London studierte Jeremias Majer an der St. Martin’s Lane Academy. Kurz nachdem sein Vater im Dezember 1755 nach Tübingen zurückgekehrt war, wurde sein Sohn als vollwertiges Mitglied in die St. Martins Lane Academy aufgenommen. Um sein Angebot zu erweitern, lernte er von 1757 bis 1758 bei dem deutschen, in London sehr erfolgreich lebenden Maler Christian Friedrich Zincke die schwierige Technik der Emaillemalerei. Für den Unterricht und Materialien musste Jeremias Majer stolze 400 £ bezahlen. Es existieren Hinweise, dass er auch bei Joshua Reynolds, der seinen Malstil deutlich beeinflusste studierte.

### Erfolg
Jeremias Majer spezialisierte sich auf Email- und Miniaturmalerei und innerhalb weniger Jahre erreichte er große Bekanntheit. Seit 1760 stellte er regelmäßig in den Ausstellungen der Royal Society of Arts aus. 1761 gewann er einen Preis (20 £) für ein Profilbild des Königs für eine Münze. An Georgy 1763 nahm er die englische Staatsangehörigkeit an und heiratete im selben Jahr die Porträtzeichnerin Barbara Marsden, mit der er elf Kinder hatte und die ihn überlebte. Im gleichen Jahr, während des Erbschaftsverfahrens im Zusammenhang mit dem Tod seines Vaters 1762, verzichtete er faktisch auf sein Erbteil zugunsten seiner Stiefmutter, weil „sie ohne Mittel mit acht Kindern zurückblieb und nicht daran dachte, noch mal zu heiraten“. Bereits damals wurde seine finanzielle Situation als „gesegnet“ bezeichnet. 1764 wurde er zum Emailmaler des Königs und zum Miniaturmaler der Königin ernannt. Sein Ansehen war groß und er nahm eine führende Rolle in der vereinigten Künstlergesellschaft ein. 1768 gehörte er zu den Gründungsmitgliedern der Royal Academy of Arts. Auf Majers Anregung wurde 1775 eine Ruhegehaltskasse für die Mitglieder der Academy gegründet.
Majer war gut befreundet mit dem Maler George Romney (1734–1802). Er wohnte mehrere Jahre in Tavistock Row in Covent Garden und später, bis zu seinem Tod, in Kew bei London. Majer starb im Alter von 54 Jahren an Fieber. Er wurde auf dem Kirchhof der Annenkirche von Kew begraben, in der Kirche selbst wurde eine marmorne Gedenktafel mit seinem Medaillonbildnis und Versen von William Hayley eingesetzt. Die Gedenktafel wurde aus einem Opernprojekt finanziert, an dem Jeremias Majer maßgeblich beteiligt war. Als er von seinem Deutschlandbesuch nach London zurückkehrte, brachte er vom württembergischen Hof zwei Opernmanuskripte mit. Einmal Niccolò Jommellis Werk „Olympiade“ als Geschenk an König Georg III. Das zweite Singspiel, „Der Irrwisch, oder Endlich fand er sie“ von Christian Ludwig Dieter wollte er zusammen mit seinem Dichterfreund William Hayley bearbeiten und in London auf eine der großen Bühnen bringen. Mindestens 1000 Pfund sollten damit verdient werden. Da es Jeremias Majer finanziell gut ging, beabsichtigte er damit, vor allem William Hayley zum Erfolg zu verhelfen. Da Majer jedoch unerwartet starb, wurde  das Projekt zunächst eingestellt. William Hayley wandte sich an den mit Jeremias Majer befreundeten Covent Garden Manager Thomas Harris und bat ihn, das Stück zu Ehren ihres verstorbenen gemeinsamen Freundes doch noch aufzuführen. Mit den 100 Pfund aus dem Verkauf der Oper, die nun den Titel "Zelma" bekam, wurde Majers Epitaph angefertigt, und die Oper als "After Peace" am 17. April 1792 zum ersten Mal in Covent Garden aufgeführt.
Nachdem Majer 1750 Deutschland verlassen hatte, hielt er wenig Kontakt mit seiner Heimat. Seine Deutschkenntnisse ließen im Laufe der Zeit nach. Bereits in der Korrespondenz von 1763 stellt man sprachliche Mängel fest, die auf den Einfluss des Englischen zurückzuführen sind. Er reiste jedoch 1784 wegen verschiedenen Angelegenheiten nach Württemberg. Von September bis Oktober hielt er sich fast vier Wochen an der Hohen Karlsschule in Stuttgart auf, um deren „Innere Verfassung“ zu studieren. Er nutzte die Nähe zu seiner Geburtsstadt Tübingen und besuchte dort am 26. September seine Halbgeschwister.

## Leistung
Mayer malte in Öl, Aquarell und Email. Seine Miniaturen auf Elfenbein waren unvergleichlich an Lebenswahrheit. Man fand ihre Farbgebung bezaubernd schön. Viele Jahre war er als Miniatur- und Emailmaler unübertroffen. Als Mensch wurde Majer ebenso geschätzt wie als Maler. Viele seiner Werke waren im Besitz der königlichen Familie und befinden sich heute u. a. in Windsor Castle, British Museum, Ashmolean Museum in Oxford und in der Sammlung des Herzogs von Cumberland.

## Berühmtere Arbeiten
- 1763 Georg III. [König von England] (Profil für eine Münze) (Stiche verschiedener Autoren)
- 1763 Charlotte [Königin von England] (Profil für eine Münze) (Stiche verschiedener Autoren)
- um 1773 Eduard August, Herzog von York und Albany
- um 1773 Georg von Hannover [Prince of Wales]
- um 1775 General Thomas Gage
- „Miranda“ [Figur aus The Tempest]